# Sant Pere de Castellet
Sant Pere de Castellet és una obra de Castellet i la Gornal (Alt Penedès) protegida com a bé cultural d'interès local. L'església parroquial de Sant Pere de Castellet està situada a la part més alta del poble, prop del castell. Actualment hi té adossades diverses construccions.

## Descripció
És un edifici de planta rectangular i una sola nau, amb volta de canó; la coberta és a dues vessants, de teula àrab. La porta d'accés és d'arc de mig punt, amb dovelles de pedra. S'hi arriba a través d'una ampla escalinata i d'un atri cobert per volta de canó. Als murs laterals exteriors de les bandes de l'església hi ha contraforts; al cantó N, que aprofita una part del desnivell del terreny, hi ha un gran campanar de paret, recolzat sobre el mur lateral; té quatre obertures d'arc de mig punt.

## Història
L'edifici de l'església de Sant Pere de Castellet és d'origen romànic. Apareix documentat des del segle xii. Sembla que Bertan de Castellet va voler ser enterrar en aquest temple. Durant la guerra civil del 1936-39 es va malmetre les osseres que hi havia a l'atri d'accés. L'edifici contigu al de l'església és l'antiga rectoria, avui casa de colònies, i data del 1878, d'acord amb la inscripció que hi figura. Al segle xvii fou modificat.